# Monica Casiraghi
Monica Casiraghi (Missaglia, 4 aprile 1969) è un'ultramaratoneta italiana.
Ha ottenuto una medaglia d'oro ai campionati del mondo di 100 km. Nel 2003 ha realizzato il record italiano femminile nei 100 km.